# Lorenco Vila
Lorenco Vila (Durrës, 14 de diciembre de 1998) es un futbolista albanés que juega en la demarcación de delantero para el F. C. Dinamo City de la Superliga de Albania.

## Trayectoria
Tras formarse como futbolista en el KF Teuta Durrës, finalmente el 27 de mayo de 2017 debutó con el primer equipo en la Superliga de Albania contra el KF Laçi, encuentro que finalizó con un resultado de 2-1 en contra del conjunto del Teuta.

## Clubes
| Club              | País    | Año       | Partidos | Goles |
| ----------------- | ------- | --------- | -------- | ----- |
| KF Teuta Durrës   | Albania | 2017-2023 | 193      | 39    |
| F. C. Dinamo City | Albania | 2023-     | 72       | 9     |

## Palmarés

### Campeonatos nacionales
| Título               | Club              | País    | Año  |
| -------------------- | ----------------- | ------- | ---- |
| Copa de Albania      | KF Teuta Durrës   | Albania | 2020 |
| Supercopa de Albania | KF Teuta Durrës   | Albania | 2020 |
| Superliga de Albania | KF Teuta Durrës   | Albania | 2021 |
| Supercopa de Albania | KF Teuta Durrës   | Albania | 2021 |
| Copa de Albania      | F. C. Dinamo City | Albania | 2025 |